# Selva pantanosa del Congo oriental
La selva pantanosa del Congo oriental es una ecorregión de la ecozona afrotropical, definida por WWF, situada en la República Democrática del Congo.
Forma, junto con la ecorregión de selva de tierras bajas del Congo central, la región denominada selva húmeda del centro de la cuenca del Congo, incluida en la lista Global 200.

## Descripción
Es una ecorregión de selva lluviosa que ocupa 92.700 kilómetros cuadrados a lo largo de la orilla izquierda del río Congo y sus afluentes; forma un gran arco en la parte central de la cuenca del Congo. Es una de las regiones menos exploradas del planeta.

## Estado de conservación
Relativamente estable/Intacto.